# مسجد نصير الملك
مسجد نصير الملك (بالفارسية: مسجد نصیر الملک) أو المسجد الوردي هو مسجد تقليدي في شيراز، إيران، ويقع في جوادي إي عربان بالقرب من مسجد شاه جراغ الشهير. تم بناء المسجد في عهد القاجاريين، ومفتوح للصلاة حتى الآن تحت رعاية مؤسسة ناصر الملك للأوقاف. بني المسجد بأمر من ميرزا حسن علي ناصر الملك، وهو واحدًا من أمراء سلالة قاجار، في عام 1876 وانتهى بناءه في عام 1888. صممه كلا من محمد الحسن ومحمد رضا كاشي باز الشيرازي.
تزين واجهة المسجد الزجاج الملون، ويوجد بها خمس فتحات أو بالفارسية panj kāseh-i وهو تصميم تقليدي يخص العمارة الفارسية. يشتهر المسجد بالمسجد الوردي نظرًا لإستخدام بلاط وردي اللون في تصميمه الداخلي.

## وصف المسجد
يعتبر مسجد نصير الملك من أكثر المساجد قيمة في إيران وهو فريد من نوعه من حيث البناء، وتبلغ مساحته 2890 مترًا مربعًا وأساسه 2216 مترًا مربعًا. هذا المسجد من الزجاج الملون. المدخل الرئيسي للمسجد مصنوع من البلاط ذي السبعة ألوان مع العديد من زخارف شيرازية. يتكون المدخل من دعامتين، وكل رصيف مقسم إلى ثلاثة أجزاء، وفوقه لوحة من سبعة بلاطات ملونة، والمدخل منخفض. من المدخل الرئيسي للمسجد ندخل إلى الرواق الذي يؤدي إلى الممر بزاوية 90 درجة على اليسار الذي يصل إلى فناء المسجد. صحن المسجد على شكل مستطيل، في وسطه بركة بطول وعرض 4.5-16.5 متر، أمام رواق المسجد، وتزين جميع أنحاء المسجد بزخرفة. يحتوي المسجد على رواقين، الرواق الشمالي الذي يبلغ ارتفاعه ثمانية أمتار، والرواق الجنوبي الذي ليس له استخدام خاص، تم إنشاؤه ليكون متناسقًا مع الرواق الشمالي. على الجبهة الشمالية للمسجد، يمكن رؤية 4 أجنحة على جانبي الرواق. يوجد في الجزء الجنوبي رواق به إكليلان. يوجد في الفناء بركة حجرية كبيرة مستطيلة تتوسطها نوافير حجرية. يوجد على الجانب الشمالي من المسجد قوس طويل يُعرف باسم قوس اللؤلؤ، وقد تم تجانب جسمه بالكامل وخارجه وداخله بسبعة ألوان. يوجد عقدان صغيران آخران على جانبي القوس اللؤلؤي. على الجانب الجنوبي يوجد قوس تم فيه تكسية الجسم بالكامل وسطحه الخارجي والداخلي.[بحاجة لمصدر]

## التاريخ
بُنِيَ المسجد في عهد القاجاريين، ولا يزال قيد الاستخدام تحت حماية مؤسسة وقف ناصر الملك. بدأ البناء في عام 1876 بأمر من حسن علي ناصر الملك، أحد أمراء وأرستقراطيي شيراز، ابن ميرزا علي أكبر قوام الملك، حاكم فارس، واكتمل البناء في عام 1888. المصممون هم محمد حسن ممار، مهندس معماري إيراني قام أيضًا ببناء حديقة إيرام الشهيرة قبل مسجد ناصر الملك، ومحمد حسيني شيرازي، ومحمد رضا كاشي ساز الشيرازي.

## المسجد الآن
تقام الآن أعمال ترميم وحماية وصيانة لهذا الصرح التاريخي وفقًا للمعايير الدولية لصيانة المعالم التاريخية، بدأت مؤسسة ناصر الملك أعمال الترميم، وهي واحدة من أكبر المؤسسات في إقليم فارس.

## معرض الصور

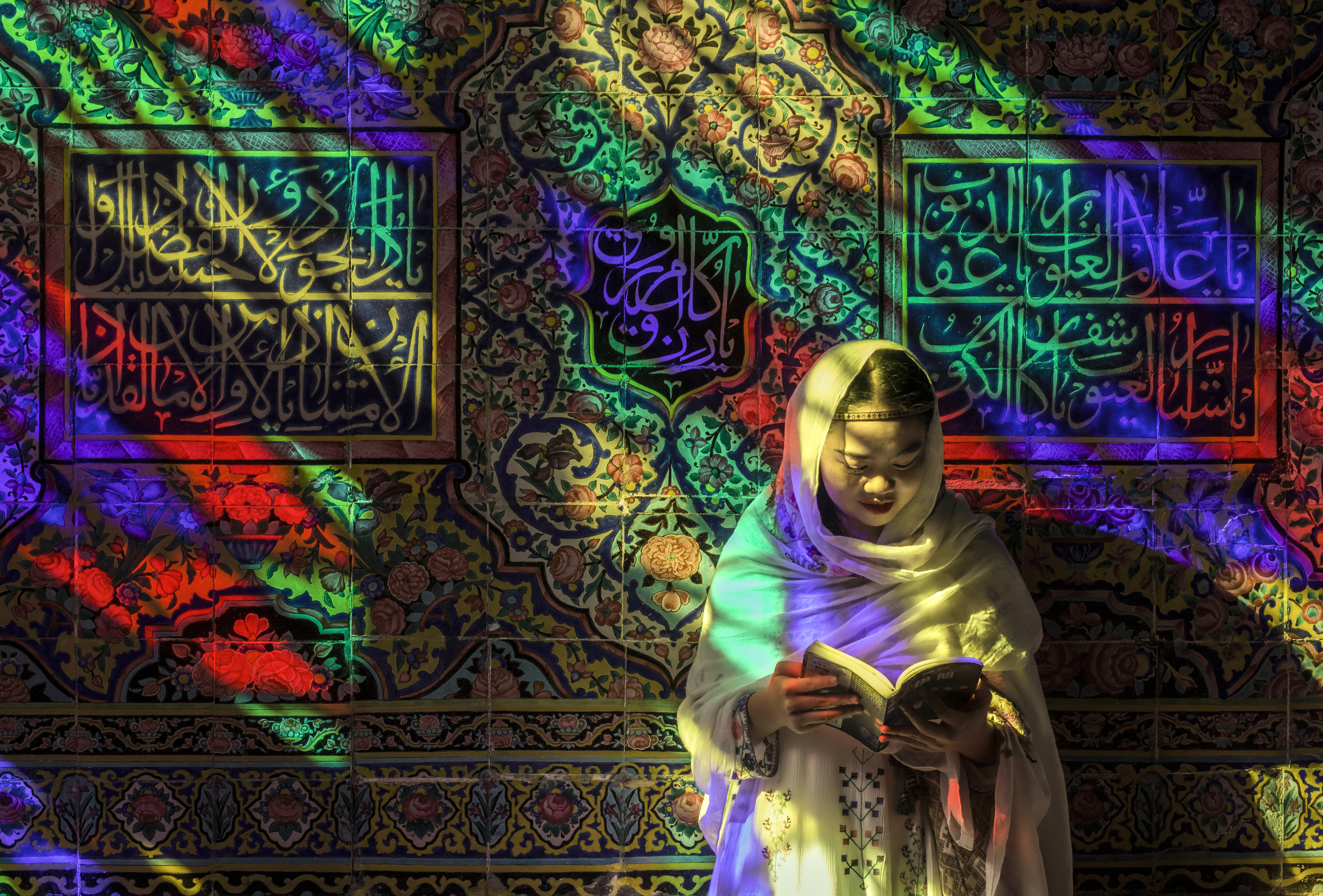
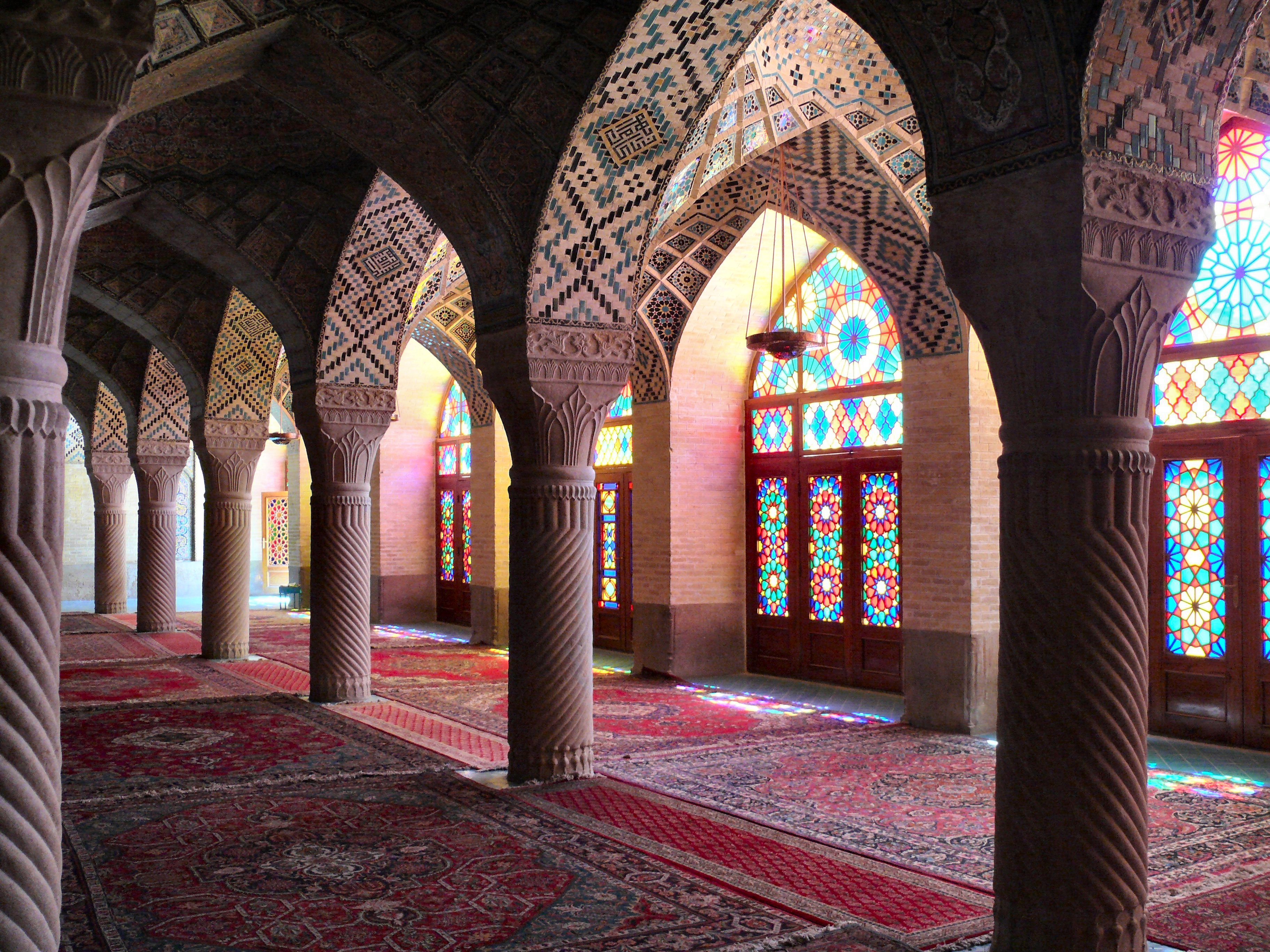
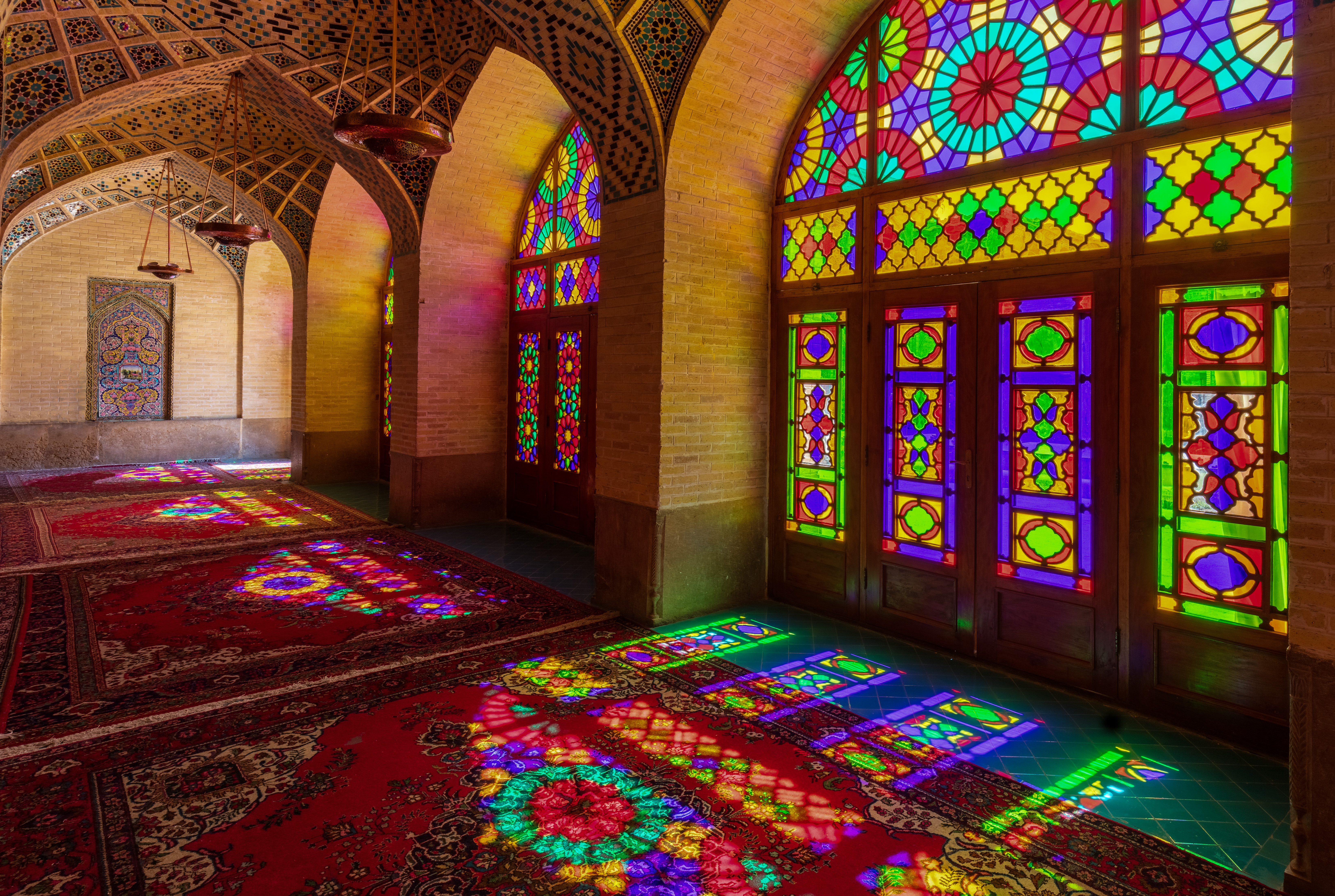
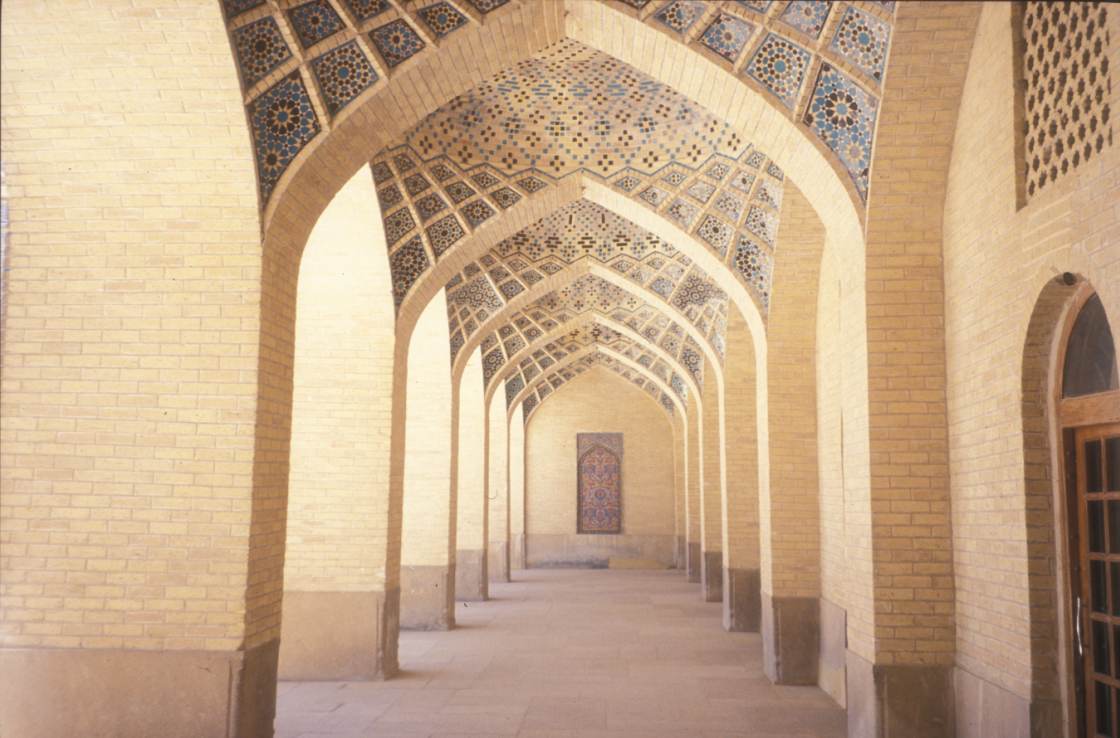
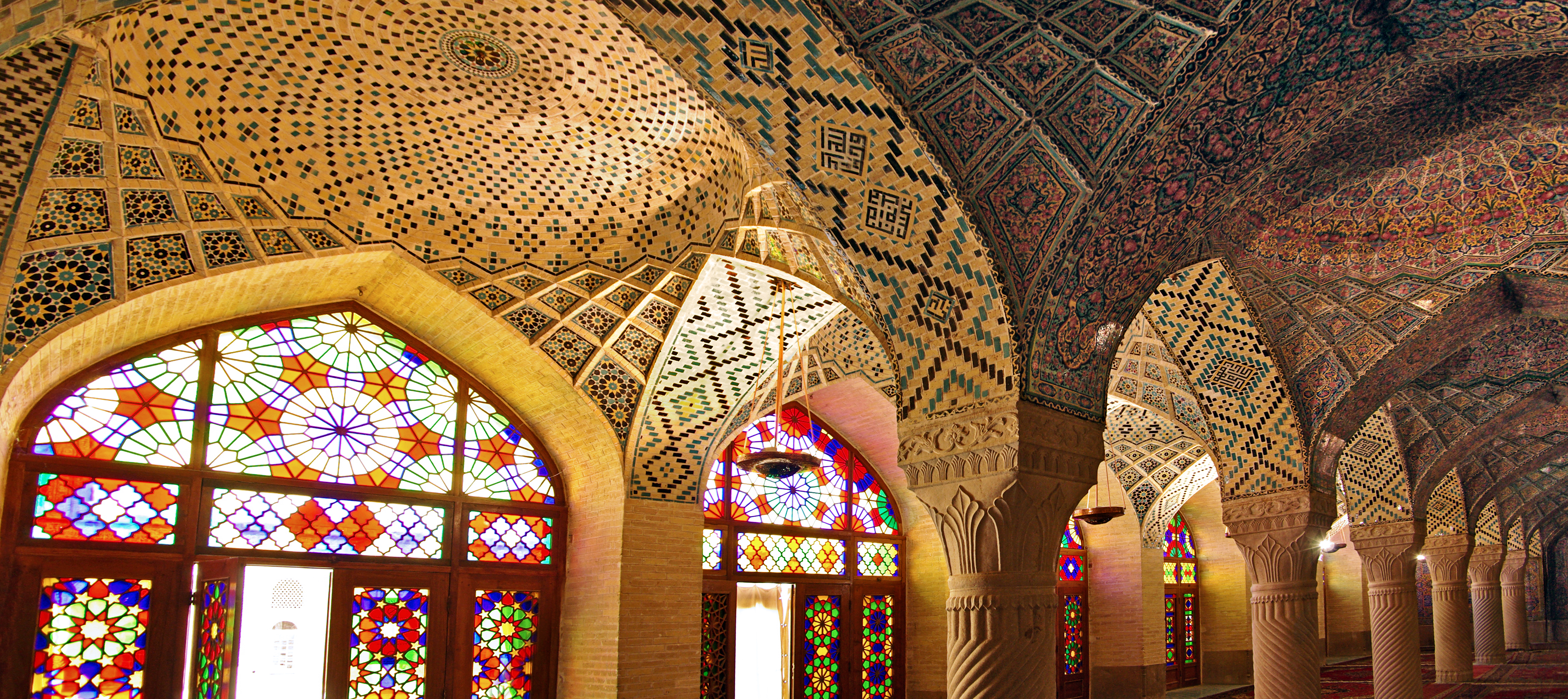
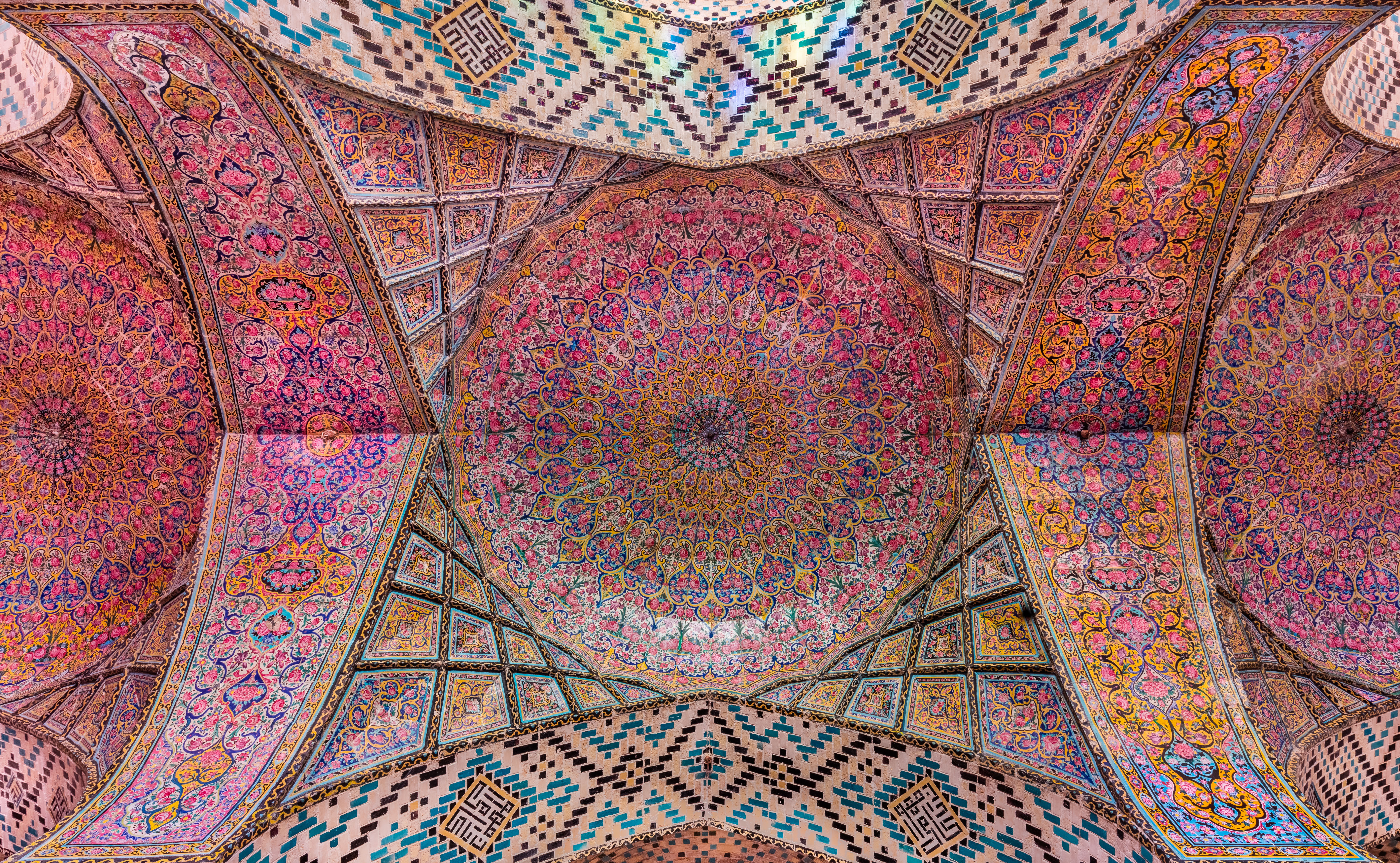
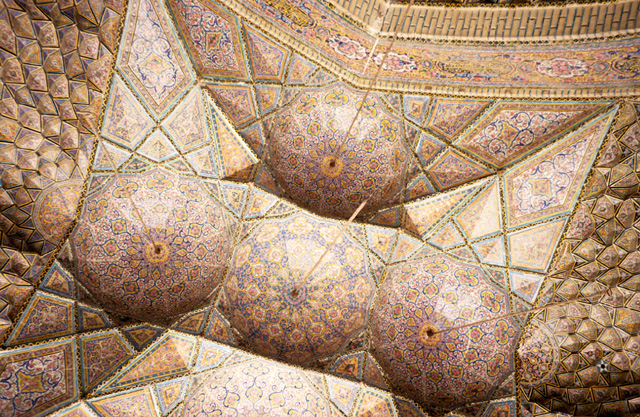
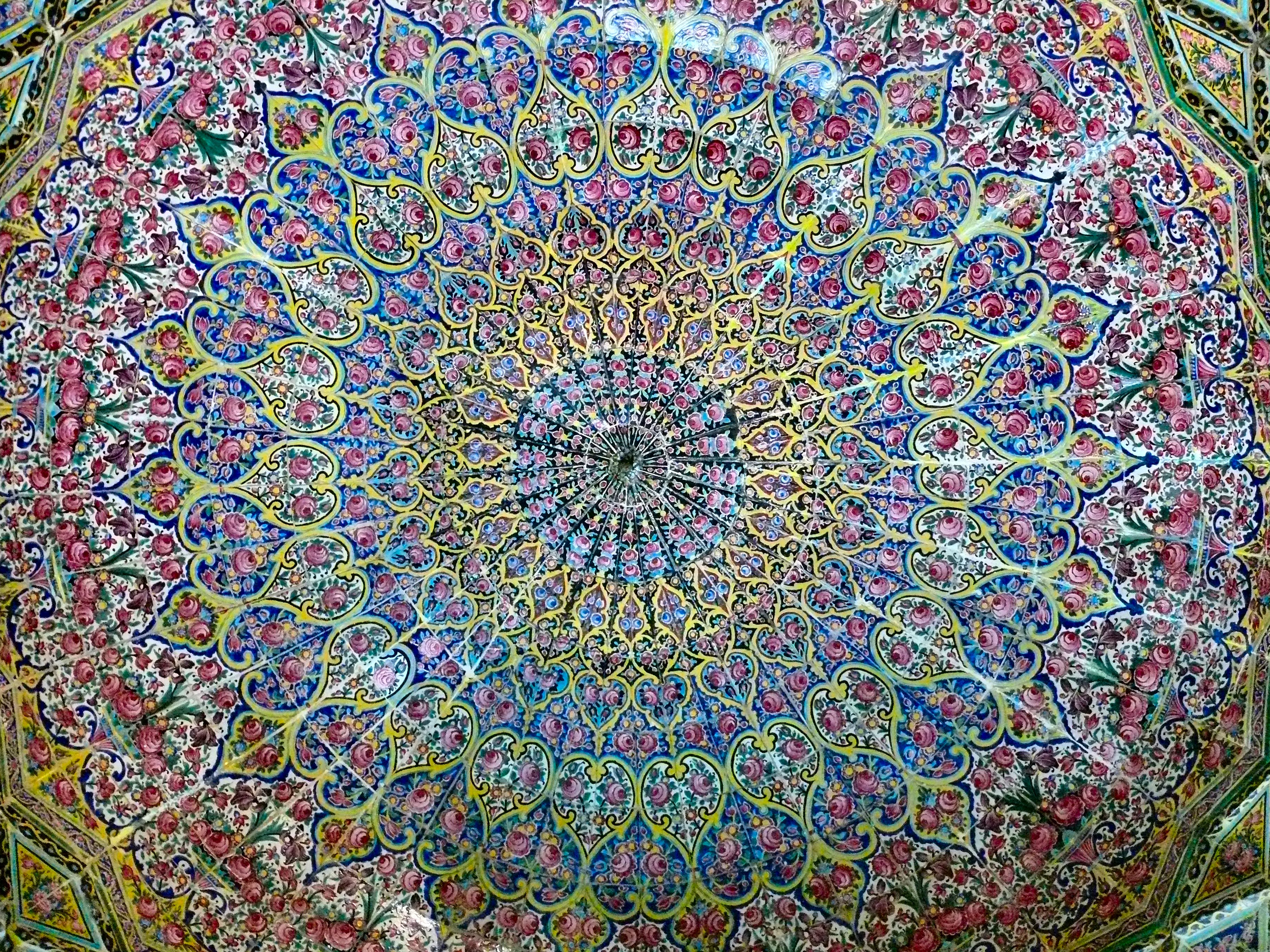
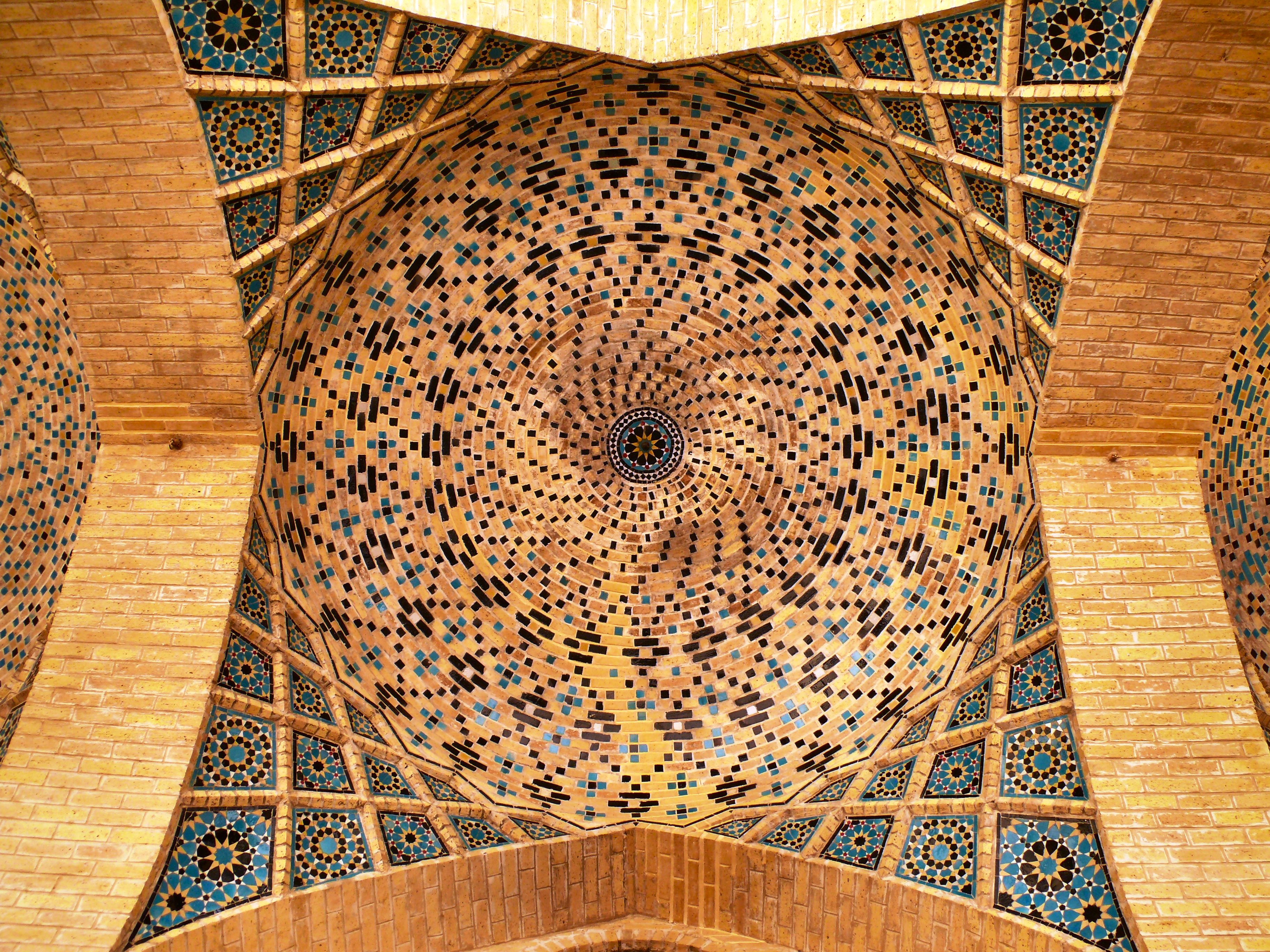
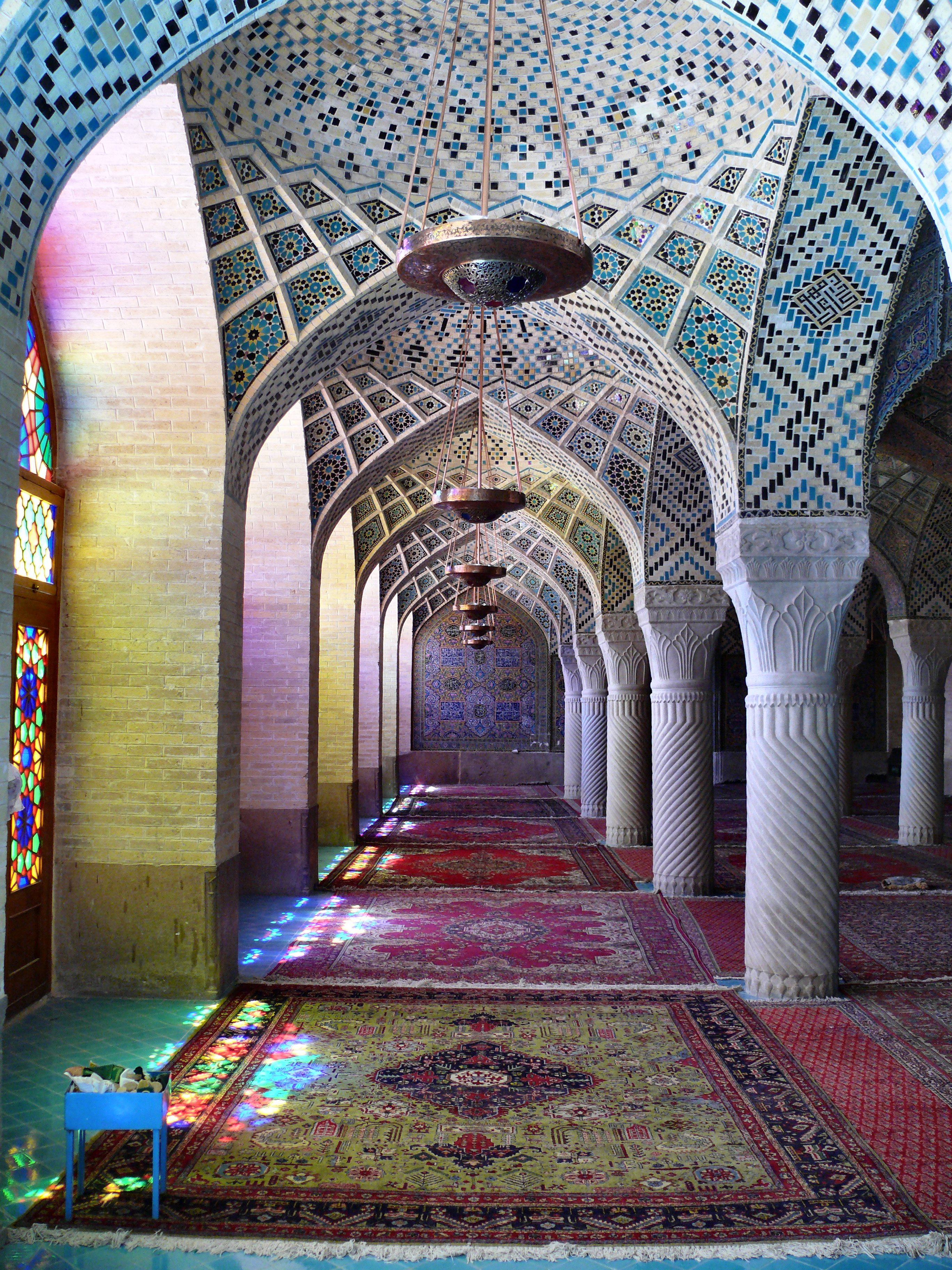
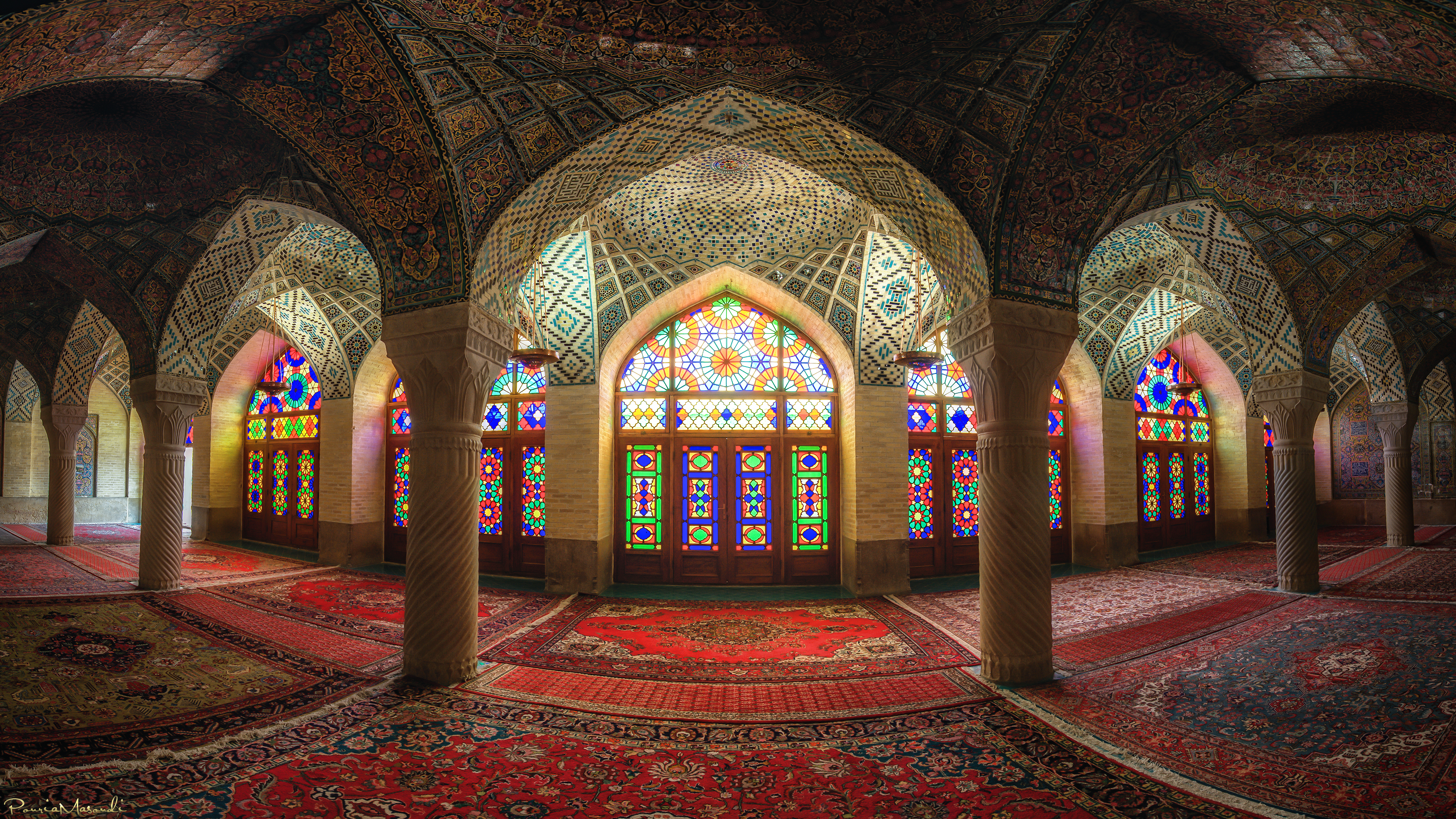
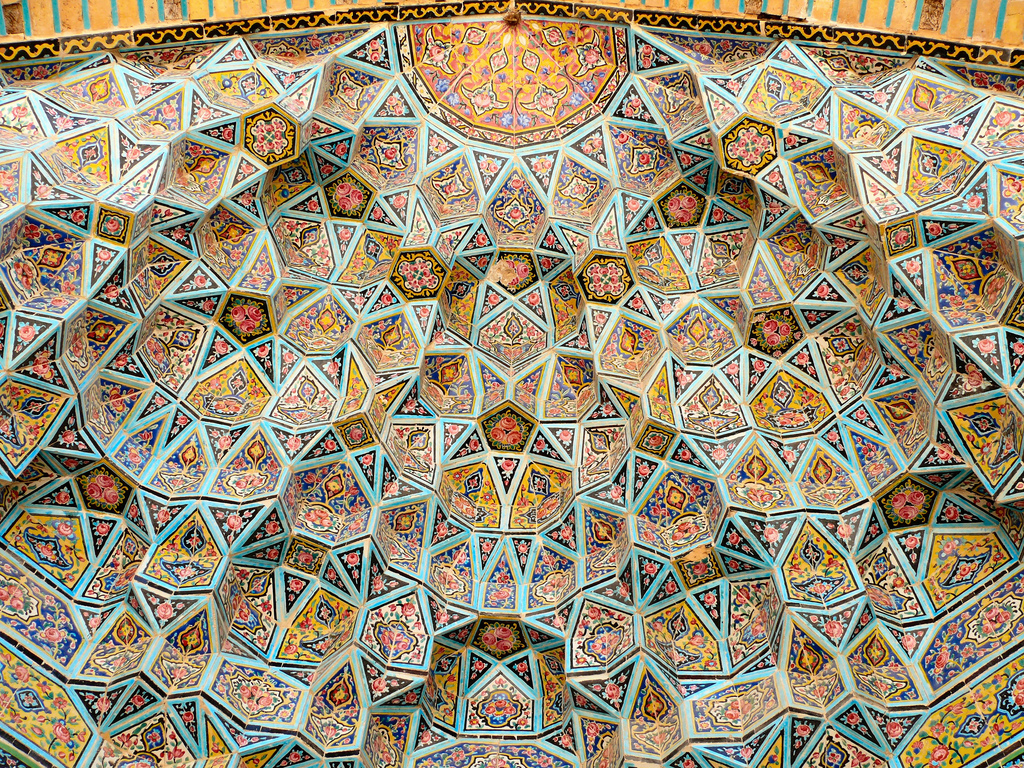